# Aguassay
Aguassay is een kevergeslacht uit de familie van de boktorren (Cerambycidae). De wetenschappelijke naam van het geslacht werd voor het eerst geldig gepubliceerd in 2001 door Napp & Mermudes.

## Soorten
Aguassay is monotypisch en omvat slechts de volgende soort:
- Aguassay collaris (Klug, 1825)